# NGC 5918
NGC 5918 (również PGC 54690 lub UGC 9817) – galaktyka spiralna (Sc), znajdująca się w gwiazdozbiorze Wolarza. Odkrył ją John Herschel 26 kwietnia 1830 roku. Jest zaliczana do radiogalaktyk.